# Fortuna Becicherecu Mic (feminin)
ACS Fortuna Becicherecu Mic, cunoscută sub denumirea de Fortuna Becicherecu Mic, este un club de fotbal feminin din România cu sediul în Becicherecu Mic, județul Timiș , România. Echipa joacă în prezent în Liga I, primul nivel al sistemului românesc de fotbal feminin, după ce a promovat la finalul sezonului 2016–2017.

## Istorie
Fortuna Becicherecu Mic a fost fondată în 2015 ca o echipă feminină a CS Nuova Mama Mia Becicherecu Mic. Totuși, după doar un sezon de la înființare, în vara lui 2016, când Nuova Mama Mia s-a mutat de la Becicherecu Mic, s-a format o nouă entitate (un club care include și o echipă masculină de fotbal) care a preluat echipa feminină incluzând toate jucatori si personal, echipamentele si facilitatile sportive sub denumirea ACS Fortuna Becicherecu Mic, asigurând astfel continuitatea echipei sub un nou nume. Din acest motiv, Federația Română de Fotbal a permis echipei să-și păstreze locul în liga de gradul doi, chiar dacă în 2016 a fost creat un al treilea nivel.
Rămânând încă un club separat, în vara anului 2020, ACS Fortuna Becicherecu Mic a semnat un parteneriat cu ASU Politehnica Timișoara, în urma căruia echipa masculină Fortuna a devenit un satelit neoficial al Politehnicii. În schimb, în vara lui 2021, întărind parteneriatul dintre cele două cluburi, echipa feminină Fortuna a anunțat că va folosi brandingul Politehnica Timișoara începând cu sezonul 2021–2022. Ca urmare a parteneriatului, din vara anului 2021 a început să folosească Stadionul Știința (Baza 1) ca stadion principal, dar și-a schimbat jocurile pe Baza 2 a Universitații Politehnica Timișoara din 2022, în timp ce Comunalul Becicherecu Mic este încă folosit pentru meciuri de antrenament și unele jocuri de tineret.

### Cronologia numelor
| Perioada     | Numele Clubului Complet                                | Numele scurt             |
| 2015–2016    | Club Sportiv Nuova Mama Mia Becicherecu Mic            | Mama Mia Becicherecu Mic |
| 2016–2021    | Asociația Club Sportiv Fortuna Becicherecu Mic         | Fortuna Becicherecu Mic  |
| 2021–present | Societatea Sportivă Universitară Politehnica Timișoara | Politehnica Femina       |

## Culori și echipamente
Culorile echipei au fost roșu-alb din 2015 până în 2021, când datorită parteneriatului cu SSU Politehnica Timișoara, echipa și-a adoptat culorile: alb și violet.
|           |
| 2015–2016 |

|           |
| 2015–2016 |

|           |
| 2016–2021 |

|           |
| 2016–2021 |

|           |
| 2018–2021 |

|              |
| 2021–present |

|              |
| 2021–present |

## Palmares

### Ligi
- SuperLiga Feminină
  - Vicecampioane (1): 2018–19
- Liga II
  - Vicecampioane (1): 2016–17

### Cupe
- Cupa României la fotbal feminin
  - Finalistă (1): 2018–19

## Pe sezoane
Champioane
      Vicecampioane
      Locul 3
      Promovare
      Retrogradare
| Sezon | Sezon   | Divizia          | Esalon | Loc | Cupa | WCL |
| ----- | ------- | ---------------- | ------ | --- | ---- | --- |
| 1     | 2015–16 | Liga I, Seria II | 2      | 5   | 1R   | –   |
| 2     | 2016–17 | Liga I, Seria II | 2      | 2   | R16  | –   |
| 3     | 2017–18 | Liga I           | 1      | 8   | 2R   | –   |
| 4     | 2018–19 | Liga I           | 1      | 2   | F    | –   |
| 5     | 2019–20 | Liga I           | 1      | 3   | R16  | –   |
| 6     | 2020–21 | Liga I           | 1      | 4   | R16  | –   |
| 7     | 2021–22 | Liga I           | 1      | TBD | R32  | –   |

## Echipa actuală
La 13 ianuarie 2019.
| Nr. |         | Poziție | Jucător                     |
| --- | ------- | ------- | --------------------------- |
| —   | România | P       | Mihaela Durlă               |
| —   | România | F       | Sabina Scurtu               |
| —   | România | F       | Claudia Bistrian            |
| —   | România | F       | Savetuca Codrescu (Căpitan) |
| —   | România | F       | Camelia Crișan              |
| —   | România | F       | Denisa Heișu                |
| —   | România | F       | Oana Stoianov               |
| —   | România | F       | Lidia Șuveț                 |
| —   | România | M       | Florina Abrudan             |
| —   | România | M       | Loredana Bondre             |
| —   | România | M       | Denisa Hațegan              |
| —   | România | M       | Larisa Grigore              |

| Nr. |                   | Poziție | Jucător              |
| --- | ----------------- | ------- | -------------------- |
| —   | România           | M       | Ioana Iancovici      |
| —   | România           | M       | Bianca Ienovan       |
| —   | România           | M       | Alexandra Lunca      |
| —   | România           | M       | Monica Tomesc        |
| —   | Republica Moldova | M       | Nadejda Colesnicenco |
| —   | România           | A       | Mariana Voinea       |
| —   | România           | A       | Cosmina Roșu         |
| —   | România           | A       | Rebeca Pavel         |
| —   | România           | A       | Loredana Sas         |
| —   | România           | A       | Larisa Sîrbovan      |
| —   | România           | A       | Cristina Sucilă      |

## Oficialii clubului
| Rol        | Nume        |
| ---------- | ----------- |
| Președinte | Călin Pașca |

| Rol                 | Nume                       |
| ------------------- | -------------------------- |
| Antrenori           | Florin Pădurean Andra Vela |
| Antrenor cu portari | Dorin Hraniesavlievici     |